# Купине (Куп'янський район)
Ку́пине — село в Україні, у Вільхуватській сільській громаді Куп'янського району Харківської області. Населення становить 46 осіб. До 2020 орган місцевого самоврядування — Чорненська сільська рада.

## Географія
Село Купине знаходиться біля витоку річки Плотва, за 1 км знаходяться села Лобанівка і Грачівка, нижче за течією річки за 2 км село Чорне, за 2 км — колишнє село Гусівка.

## Історія
12 червня 2020 року, відповідно до розпорядження Кабінету Міністрів України  № 725-р «Про визначення адміністративних центрів та затвердження територій територіальних громад Харківської області», увійшло до складу Вільхуватської сільської громади.
19 липня 2020 року, в результаті адміністративно - територіальної реформи та ліквідації Великобурлуцького району, село увійшло до складу Куп'янського району Харківської області.